# Nado sincronizado nos Jogos Pan-Americanos de 2011
O nado sincronizado nos Jogos Pan-Americanos de 2011 foi disputado entre 18 e 21 de outubro no Centro Aquático Scotiabank, em Guadalajara, no México. Modalidade exclusivamente feminina, as competidoras disputaram medalhas nas apresentações de dueto e por equipe.

## Calendário
| Outubro           | 13 | 14 | 15 | 16 | 17 | 18 | 19 | 20 | 21 | 22 | 23 | 24 | 25 | 26 | 27 | 28 | 29 | 30 |
| ----------------- | -- | -- | -- | -- | -- | -- | -- | -- | -- | -- | -- | -- | -- | -- | -- | -- | -- | -- |
| Nado sincronizado |    |    |    |    |    |    |    | 1  | 1  |    |    |    |    |    |    |    |    |    |

|  | Dia de competição |  | Dia de final |

## Medalhistas
| Evento           | Ouro | Prata | Bronze |
| ---------------- | --- | --- | --- |
| Dueto detalhes   | Elise Marcotte Marie-Pier Boudreau CAN Canadá | Mary Killman Mariya Koroleva USA Estados Unidos | Lara Teixeira Nayara Figueira BRA Brasil |
| Equipes detalhes | Stéphanie Durocher Jo-Annie Fortin Stéphanie Leclair Tracy Little Elise Marcotte Karine Thomas Valérie Welsh Chloe Isaac Marie-Pier Boudreau* CAN Canadá | Leah Pinette Morgan Fuller Kathryn Wiita Michelle Moore Mary Killman Lyssa Wallace Alison Williams Mariya Koroleva Megan Hansley* USA Estados Unidos | Giovana Stephan Joseane Costa Lara Teixeira Lorena Molinos Maria Eduarda Pereira Nayara Figueira Pamela Nogueira Jéssica Noutel Maria Bruno* BRA Brasil |

* Reserva

## Quadro de medalhas
| Ordem | País               | Medalha de ouro | Medalha de prata | Medalha de bronze |   |
| ----- | ------------------ | --------------- | ---------------- | ----------------- | - |
| 1     | CAN Canadá         | 2               |                  |                   | 2 |
| 2     | USA Estados Unidos |                 | 2                |                   | 2 |
| 3     | BRA Brasil         |                 |                  | 2                 | 2 |
| TOTAL | TOTAL              | 2               | 2                | 2                 | 6 |